# Šumska jagoda
Šumska jagoda (lat. Fragaria vesca) je vrsta jagode koja raste u predjelima Sjeverne polutke. Raste na rubovima šume i šumskim proplancima i krčevinama. Za hranu se upotrebljava od davnine. Primjenjuje se i kao ljekovita biljka. Diploidna je i nije divlji oblik uzgojne vrtne jagode koja je hibrid sjeverno i južnoameričkih vrsta ( F.chiloensis i F.virginiana ). Uzgajala se do  18. stoljeća kada je u uzgoju zamjenjuju prve sorte vrtne jagode. U Rusiji i Turskoj uzgaja se i danas.

### Uzgojni varijeteti koji se još uvijek uzgajaju
Sorte koje se razmnožavaju sjemenom
- Rügen, prva moderna sorta,bez vriježa, velikih plodova, u uzgoju od 1920.
- Alexandria, u ponudi od 1964. (George W. Park Seed Co., USA)
- Baron Solemacher, u ponudi od 1935.(  F. C. Heinemann, Njemačka)
- Weisse Solemacher (s bijelim plodovima)  (F. C. Heinemann)
- Golden Alexandria (zlatno žutih listova).

Ostale sorte
s vriježama, još ih se može naći u starim vrtovima.
- Quarantaine de Prin, francuska sorta, komercijalno važna do prije  Prvog svjetskog rata, vrlo rijetka, vjerojatno identična s Erigée de Poitou koja je u ponudi bila do 1960.
- Blanc Amélioré, Engleska; bijelih i velikih plodova, nije sigurno je li klon koji se danas može nabaviti identičan sa sortom iz oko 1900.
- Gartenfreude, Njemačka, velikih plodova